# Willis J. Gertsch
Willis J. Gertsch, Willis John Gertsch, född 4 oktober 1906 i Montpelier, Idaho, död 12 december 1998, var en amerikansk araknolog. Han är känd för att ha upptäckt, identifierat och klassificerat ett flertal arter, däribland Loxosceles reclusa.
Gertsch var kurator för spindeldjur vid American Museum of Natural History. 1940 blev han invald som fellow i Entomological Society of America.
Auktorsnamnet Gertsch kan användas för Willis J. Gertsch i samband med ett vetenskapligt namn inom zoologin; se Wikipedia-artiklar som länkar till auktorsnamnet.